# Stefano Durazzo
Stefano Durazzo, född 16 juni 1594 i Multedo, Genua, död 11 juli 1667 i Rom, var en italiensk kardinal och ärkebiskop. Han var son till Pietro I Durazzo och Aurelia Saluzzo.
Durazzo prästvigdes 1618. År 1633 upphöjdes han av påve Urban VIII till kardinalpräst med San Lorenzo in Panisperna som titelkyrka. Mellan 1635 och 1664 tjänade Durazzo som ärkebiskop av Genua. Han kom att delta i tre konklaver: 1644, 1655 och 1667. Han erhöll år 1666 San Lorenzo in Lucina som titelkyrka.
Kardinal Durazzo begravdes i den lilla kyrkan Santa Maria in Monterone i centrala Rom, men hans stoft flyttades senare till Genua.